# Інститути досягнення потенціалу людини
Інститути досягнення потенціалу людини (англ. The Institutes for the Achievement of Human Potential, IAHP) — некомерційна організація, яка розробляє навчальні програми і посібники, які, за їх твердженням, сприяють нейрологічному розвитку здорових дітей и дітей, які перенесли мозкові ураження (метод Домана).
Незважаючи на підтримку такими відомими особистостями як Лайнус Полінг і Лайза Міннеллі, програми інституту піддавалися серйозній критиці. За висновком Американської академії педіатрії в 1999 році, використовувана інститутом методика «паттернінг» спирається на застарілу і спрощену теорію мозкового розвитку, її ефективність не підтверджена доказовою медициною, і її застосування недоцільно.

## Історія
Заснована в 1955 році некомерційна організація «Інститути досягнення потенціалу людини» знаходиться в США, в північно-західному передмісті Філадельфії, штат Пенсільванія. Їх засновник фізіотерапевт Гленн Доман спільно з фахівцем з вікової психології Карлом Делакато розробив методику лікування дітей з ураженнями мозку, яка опублікована в 1960 році в Journal of the American Medical Association (JAMA). Їх робота багато в чому базувалася на ідеях нейрофізіолога Темпла Фея, глави факультету нейрофізіології медичної школи Університету Темпл і президента Філадельфійського нейрологічного суспільства. Фей вважав, що мозок немовляти еволюціонує (як при еволюції видів) і проходить стадії розвитку риби, рептилій, ссавців і, в підсумку, людини. Ця гіпотеза, в короткому формулюванні «онтогенез повторює філогенез», і відома як біогенетичний закон Геккеля-Мюллера, сучасною біологією визнана застарілою.
IAHP стверджують, що мозкова травма на певному етапі неврологічного розвитку перешкоджає подальшому розвитку. Вони стверджують, що їх лікування опирається на теорію нейропластичності, тобто здатності мозку рости функціонально і анатомічно, що традиційна медицина здійснює спроби медикаментозного лікування дітей з мозковими травмами, і ці медикаменти можуть викликати негативні наслідки. IAHP стверджують, що завдяки нейропластичності, їх методика сенсорної стимуляції здатна викликати фізичне зростання мозку і поліпшити нейрологічну функцію мозку пацієнтів. Інша сторона теоретичних положень IAHP полягає в тому, що багато проблем дітей із травмами мозку викликані недостатністю постачання мозку киснем. IAHP стверджують, що їх програми включають в себе методику поліпшення постачання киснем мозку і це сприяє одужанню пацієнтів.
Гленн Доман видав книгу «Що робити з вашою дитиною, яка перенесла ушкодження мозку» в 1974 році. Ця книга пояснює принципи і методики, використовувані IAHP. Підзаголовок книги «або дитиною з ушкодженнями мозку, розумовою відсталістю, розумово неповноцінною, які страждають мозковим паралічем, епілепсією, аутизмом, атетозом, гіперактивністю, розладом уваги, розумовою відсталістю, із синдромом Дауна» - перераховує різні розлади, які на думку автора пов'язані із ушкодженнями мозку - термін, переважно використовується в IAHP. Починаючи з 1964 року Гленн Доман, а пізніше також Джанет і Даглас Доман, видали ряд книг в серії «Ніжна революція» - книги для батьків здорових дітей із читання, математике, математики, інтелектуального розвитку, плавання. Програми для здорових дітей займають значну частину ознайомлювальних матеріалів, публікацій і вебсайту IAHP.

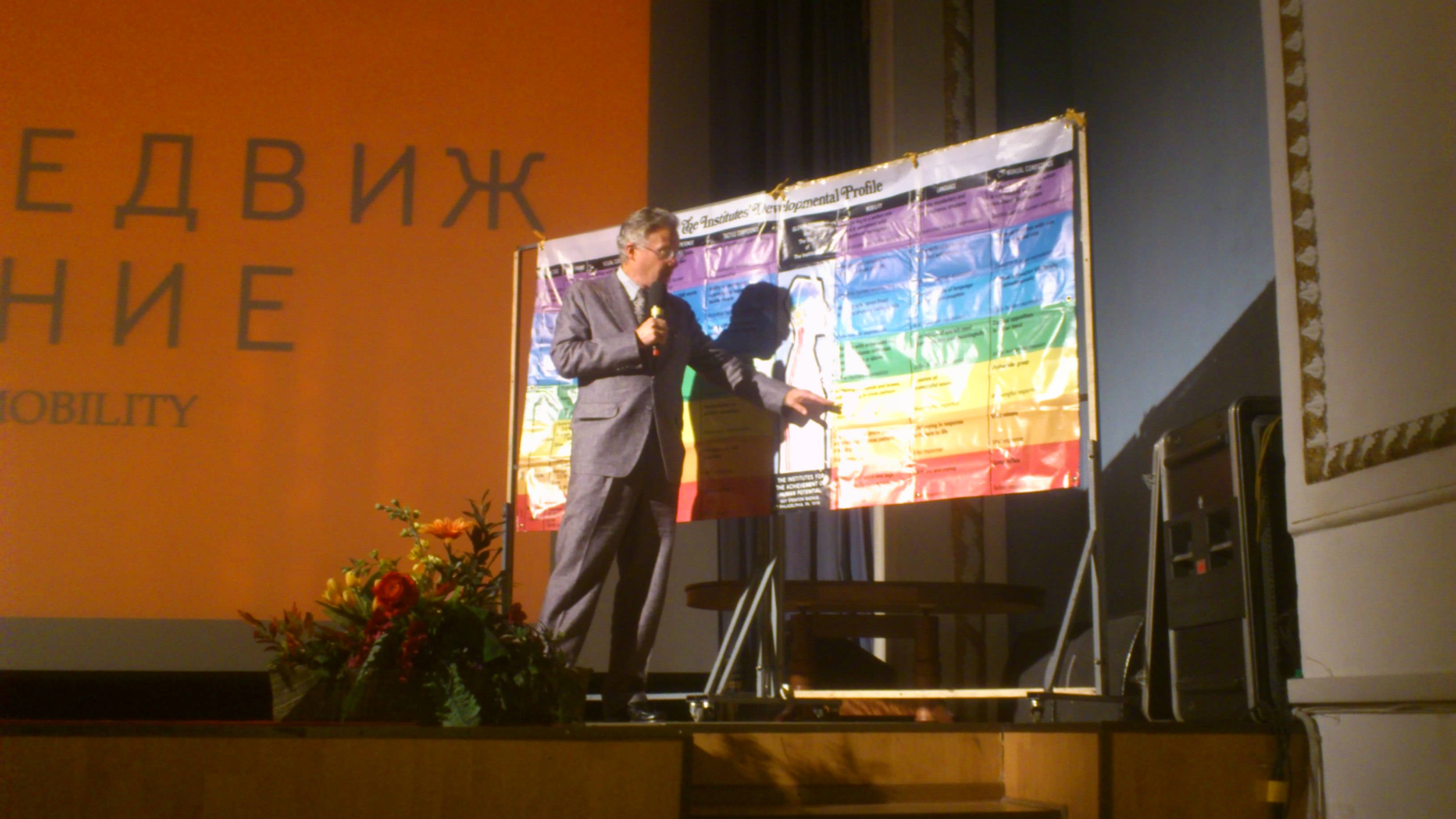
Даглас Доман розповідає про профіль розвитку дитини.

## Програми IAHP

### Програми для дітей із ураженням мозку
Перед початком програми для дітей із ураженням мозку, батьки повинні брати участь у п'ятиденному семінарі IAHP під назвою «Що робити з Вашою дитиною, яка перенесла ураження мозку?» IAHP стверджують, що цей курс допомагає батькам скласти уявлення про їх методики. Курс можна пройти у Філадельфії, Італії, Японії, Мексиці і Сінгапурі.
Програма для дітей з ушкодженнями мозку включає в себе:
- Паттернінг - ритмічні маніпуляції кінцівками і головою
- Повзання на животі - пересування вперед, причому живіт залишається в контакті з підлогою
- Повзання на чотирьох - пересування вперед, причому живіт піднятий над підлогою
- Рецепторна стимуляція - візуальна, тактильна і слухова стимуляція
- Експресивні заняття - наприклад, піднімання різних предметів
- Дихальна маска - дихання в маску повторного вдиху для збільшення кількості вуглекислого газу у вдихуваному повітрі, що має посилити кровопостачання мозку
- Брахіація - пересування висячи на брусах або вертикальної сходах
- Гравітаційні/антигравітаційні вправи - перевороти, сальто, виси вниз головою

Програма дуже інтенсивна і розроблена для використання батьками протягом всього дня в домашніх умовах. Ключова методика - «паттернінг». За висловом IAHP, «якщо необхідно, все що ми робимо, повісити на один гачок, наш капелюх буде висіти на паттернінзі» та «якщо паттернінг застосовується посилено, строго за розкладом і з релігійним запалом, діти з ушкодженнями мозку демонструють поліпшення стану». IAHP використовують власну методику профілювання розвитку для оцінки можливостей і пошкоджень дитини, а також для спостереження за прогресом лікування.
За даними IAHP, за період з 1998-го по 2010-й рік програму IAHP пройшли 2364 дитини. З них 278 осіб були сліпі і 236 (85%) - стали бачити, 121 не чули - 109 (90%) вперше почули, 454 не ходили - 230 (51%) вперше пішли без сторонньої допомоги, 1083 не говорили - 472 (44 %) вперше заговорили, 1299 не читали - 1274 (98%) почали читати. Лише 7% пацієнтів мають незначні поліпшення.

### Програми для здорових дітей
IAHP також розробляють методики і видають літературу для батьків здорових дітей. Глен Доман був переконаний, що як нейрологічний розвиток дітей із ураженнями мозку, так і розвиток здорових дітей може бути прискорений. IAHP публікує серію книг і матеріалів для ранньої освіти «Ніжна революція», використання яких сприяє прискореному розвитку здорових дітей. Один із прикладів - програма «Як навчити дитину читати».
IAHP проводить тижневий семінар «Курс із підвищення інтелекту дитини», що включає демонстрацію досягнень дітей, які навчалися за системою IAHP. За твердженням IAHP, на цьому семінарі «батьки вчаться прийомам навчання читання, іноземної мови ... математики та сприйняття музики. Батьки отримують відомості про сенсорний і моторний розвиток дитини і основи здорового харчування сім'ї».

### Лікування епілепсії
IAHP вимагає поступового скасування антиконвульсантів для дітей із ушкодженнями мозку. Вони стверджують, що «напади - це природна реакція організму на смертельну загрозу мозку», але самі по собі безпосередньо для мозку не є небезпечними. Замість того, щоб застосовувати антиконвульсанти, слід сконцентрувати зусилля на розробці способів і біологічно активних речовин, що сприяють нейропластичності, тобто здатності мозку рости і змінюватися.
IAHP стверджують, що status epilepticus може бути антиконвульсантами спровокований і що краще за все не намагатися лікувати його медикаментами. Замість цього вони пропонують знижувати кількість і інтенсивність нападів дихальними масками, періодично зменшуючи кількість кисню і збільшуючи кількість вуглекислого газу. IAHP також стверджують, що напади можна попереджати, знижуючи споживання солі і рідин, добавками магнієвої солі кальцію і піридоксину і здоровою дієтою і обстановкою.

## Наукова оцінка
Комітет з питань дітей-інвалідів Американської академії педіатрії опублікував ряд застережень, що стосуються використання паттернінга, однієї з методик IAHP для терапії дітей з ураженням мозку, ще в 1968 році та повторив публікацію в 1982 році . Пізніші застереження опубліковані в 1999 ріку з повторною публікацією в 2002 і 2005[джерело?]. Публікація, зокрема, свідчить :
Даний документ розглядає «паттернінг», який використовується як лікування дітей із нейрологічними розладами. Цей метод опирається на відхилену і спрощену теорію розвитку мозку. Поточна інформація не підтверджує твердження прихильників, що метод ефективний, і його використання продовжує залишатися недоцільним... Вимоги, що пред'являються до сім'ям такі важкі, що в ряді випадків ведуть до виснаження фінансових ресурсів і напруженості у відносинах з батьками і з братами і сестрами.
Починаючи з 1960 року IAHP опублікували ряд досліджень з метою довести ефективність своїх програм. Висновки досліджень наукової підтримки не знайшли і не були відтворені іншими організаціями. В 1978 році Сера Сперроу (професор емерітус і старший дослідник Центру досліджень дитинства Єльського університету) і Едвард Зіглер (професор емерітус факультету психології Єльського університету, один із засновників федеральної програми Head Start і лауреат премії за видатний внесок у психологію Американської академії педіатрії за 2008 рік) зробили аналіз паттернінга для лікування розумово відсталих дітей. За їхнім висновком, свідоцтв поліпшення стану в порівнянні з дітьми, що мають звичайний догляд і зростання, не знайдено; паттернінг не може бути призначений дітям з глибокою розумовою відсталістю. В 1981 році Зіглер опублікував редакційну статтю «Просимо припинити застосування паттернінгу для лікування розумово відсталих дітей», яка говорить про те, що методика породжує хибні надії загострює батьківські почуття провини. Робота Едварда Зіглера і Роберта Ходаппа «Що таке розумова відсталість?» (Understanding Mental Retardation) робить висновки що, методика Домана-Делакто страждає серйозними недоліками:
- Теорія рекапитуляции, на яких ґрунтується методика, наукою відкинута
- Теза про те, що моторний розвиток складається з декількох стадій, що спираються на попередні, дослідженнями не підтверджується
- Дослідження не підтверджують, що пасивні рухи дитини, пов'язані з повзанням, мають відношення до нейрологичної організації
- Дітям, здатним до певних видів діяльності (сидіння, ходіння) не дозволяють їх виконувати, якщо вони не освоїли попередні вправи, що, можливо, приносить шкоду
- Єдина наукова робота Домана, присвячена паттернінгу (1960) містить безліч методологічних помилок і неадекватних позитивних висновків. Робота не включала використання контрольної групи для порівняння з природними змінами стану дітей. Коли група незалежних дослідників порівняла їх результати з розвитком дітей, які не отримували лікування паттернінгом, його «результати представлялися абсолютно незначними».
- Процедура може мати негативні наслідки для учасників (батьки відчувають посилене відчуття провини, коли не вдається виконувати всі вимоги дуже інтенсивної програми) та інших членів сім'ї, яким не приділяється достатньої уваги.
- Породжувати надії, які програма в повній мірі здійснити не може, жорстоко.

Крім Американської академії педіатрії, ряд інших організацій виступили із застереженнями з приводу ефективності цієї методики. Вони включають виконавчий комітет Американської академії мозкового паралічу, Асоціацію фахівців з мозкового паралічу Техасу, Канадську асоціацію фахівців з розумової відсталості, правління Американської академії нейрології, Американську академію фізіотерапії і відновної медицини, Іспанську асоціацію фізіотерапії в педіатрії.
У 2006 році ретроспективне когортне дослідження групи із 21-єї дитини з корковими порушеннями зору, проведене IAHP і іншими організаціями, продемонструвало суттєві результати: поліпшення настало у 20-ти дітей (95%) за період 4-13 місяців. Обстеження виконувалося без участі контрольної групи і повторно не проводилося.

## Оцінки і думки

### Позитивні
У 1978 році американський хімік Лайнус Полінг виступив з доповіддю «Orthomolecular enhancement of human development» на конференції по неврологічному розвитку людини, організованої на підтримки IAHP. У вступній частині своєї промови він подякував господарям конференції: «Я дуже високо ціную роботу, яку проводять Інститути. Я знаю, що для людей, які приїжджають в Інститути, значна увага приділяється правильному харчуванню, і що їм дають великі дози вітаміну С.»
Австралійський атрополог Раймонд Дарт протягом 20 років надавав велику підтримку IAHP, знаходячи в роботі інституту підтвердження біогенетичного закону. За твердженням Дарта, «розвиток індивідууму повторює, насправді, еволюцію видів».
Актриса Лайза Мінеллі деякий час входила до ради директорів Інститутів, і її образ використовувався в їх рекламі.
У 2007 році президент італійської організації Pio Manzù Centre М. С. Горбачов високо відзначив внесок Інститутів і особисто Гленна Домана в розвиток потенціалу проблемних і здорових дітей, вручивши йому медаль Італійського Сенату.

### Негативні
Доктор Кетлін Анн Квіл, американський фахівець із аутизму, в книзі «Навчання дітей з аутизмом: чого хочуть батьки?» (1995) говорить, що «тисячі сімей даремно витратили час і гроші на програми Домана». «Професіоналам нічого почерпнути з псевдонаукових методів Домана, крім його майстерності маркетингу, який експлуатує надії і мрії батьків».
Американський психолог, професор дитячої психології і сімейних відносин Марта Феррелл Еріксон і Керен Марі Курц-Ример, американський лікар - гомеопат, кажуть про методи раннього впливу на здорових новонароджених і маленьких дітей в книзі «Новонароджені та сім'я» (2002). Вони стверджують, що Доман «використовував прагнення післявоєнного покоління" буму немовлят "досягти максимального інтелектуального потенціалу дітей» і «підштовхував батьків форсувати мозковий розвиток немовлят». Однак, ці програми «будуються на сумнівних або неіснуючих наукових даних» і «багато фахівців за віковою розвитку вважали різні компоненти методики марними, а іноді такими, що приносять шкоду».
Англійський педіатр Мартін Робардс також наводить численні приклади критики в своїй книзі «Керівництво командою дітей-інвалідів та їх сімей» (1994), однак погоджується з тим, що Доман і Делакато привели педіатрів і терапевтів до розуміння необхідності ранніх методів впливу.
Стівен Новела, доцент кафедри нейрології в медичній школі Єльського університету, наводить таку критику методики:

Методика паттернінга Домана-Делакато заснована на теорії, що не відбулася і відкинута, і в контрольних умовах не працює. Реклама її непідтверджених успіхів може стати причиною фінансових та емоційних проблем. Ця реклама може породити помилкові надії у людей, яких і так часто мучить почуття провини і депресія, результатом чого стануть нові розчарування, вина і почуття невиконаного обов'язку. Процес пожирає їх час, енергію, емоції і гроші. Ці ресурси відбираються у дітей. Батьки відвернені від інших практичних шляхів і не готові психологічно жити з реальністю мозкової травми або розумової відсталості своєї дитини. Строго кажучи, батьків підштовхують до заперечення реальності і досягненню помилкової мети лікування.
Оригінальний текст (англ.)
The Doman-Delacato patterning technique is premised on a bankrupt and discarded theory and has failed when tested under controlled conditions. Its promotion with unsubstantiated claims can cause significant financial and emotional damage. Such claims can instill false hope in many people who are already plagued by guilt and depression, setting them up for a further disappointment, guilt, and feelings of inadequacy. The process can also waste their time, energy, emotion, and money. These resources may be taken away from their children. Parents can also be distracted from dealing with the situation in other practical ways and coping psychologically as a family with the reality of having a brain-injured or mentally retarded child. Parents are encouraged, in fact, to remain in a state of denial while they are pursuing a false cure.

### Книги і публикації IAHP
- Гленн Доман. Що робити, якщо у вашої дитини ураження мозку = What To Do About Your Brain-injured Child / Переклад С. Л. Калініна. — Рига : Juridiskais birojs Vindex, SIA, 2007. — 329 с. — ISBN 978-9984-39-236-3, 9984392368.
- Гленн Доман. Як навчити дитину читати. М'яка революція = How To Teach Your Baby To Read / Переклад Галини Кривошеїной. — М : АСТ, Астрель, 2004. — 256 с. — 10 000 прим. — ISBN 5-17-020565-1, 5-271-09712-9.
- Denise E Malkowicz MD, Gerry Leisman PhD, and Ginette Myers. «Rehabilitation of cortical visual impairment in children» International Journal of Neuroscience: September 2006, pages 1015-33.
- Doman G, Doman J. How to Multiply Your Baby’s Intelligence. Garden City Park, NY: Avery Publishing Group; 1994
- Doman G, Doman J, Aisen S. How to Give Your Baby Encyclopedic Knowledge. Garden City Park, NY: Avery Publishing Group; 1994.
- Doman G, Doman D, Hagy B. How to Teach Your Baby To Be Physically Superb: More Gentle Revolution. New York, NY: Doubleday; 1988.
- Doman G, Delacato CH Train Your Baby to be a Genius. McCall’s Magazine, p. 65, March 1965.
- Doman RJ, Spitz ER, Zucman E, Delacato CH, Doman G. Children with severe brain injuries: neurological organization in terms of mobility. JAMA. 1960; 174:257-262
- Glenn Doman, 1974, What To Do About Your Brain-injured Child, Revised, Square One Publishers
- Glenn Doman and Dr. Ralph Peligra «Ictogenesis: the origin of seizures in humans. A new look at an old theory.» Medical Hypotheses Volume 10, Issue 1. pp. Pages 129—132 (January 2003)
- Glenn Doman. What To Do About Your Brain-injured Child, Revised, Square One Publishers. [1974] (2005-04-25)
- Glenn J. Doman, Janet Doman How To Multiply Your Baby’s Intelligence , Revised, Square One Publishers. 1983. 2005, 11-05.
- Glenn Doman, Janet Doman. How Smart Is Your Baby?: Develop And Nurture Your Newborn’s Full Potential. Square One Publishers. 2006
- Glenn Doman and Dr. Ralph Peligra «Ictogenesis: the origin of seizures in humans. A new look at an old theory.» Medical Hypotheses Volume 10, Issue 1. pp. Pages 129—132 (January 2003)
- Roselise H. Wilkinson, MD. «Detoxification from anticonvulsants: 25 years of experience with brain-injured children». IAHP.

### Книги і публікації про діяльність IAHP
Американські медичні організації
- American Academy of Neurology and American Academy of Pediatrics Joint Executive Board Statement. The Doman-Delacato treatment of neurologically handicapped children. Neurology. 1967; 17:637
- American Academy of Pediatrics, Committee on Children With Disabilities. The Doman-Delacato treatment of neurologically handicapped children. Pediatrics. 1982; 70:810-812. PMID 6182521.
- American Academy of Physical Medicine and Rehabilitation. Doman-Delacato treatment of neurologically handicapped children. Arch Phys Med Rehabil. 1968; 49:183-186. PMID 4296733
- United Cerebral Palsy Association of Texas. The Doman-Delacato Treatment of Neurologically Handicapped Children [information bulletin, undated]. Austin, TX: United Cerebral Palsy Association of Texas.

Медичні організації інших країн
- Canadian Association for Retarded Children. Institutes for the Achievement of Human Potential. Ment Retard. Fall 1965:27-28
- Lourdes Macias (2010). Fisioterapia en Pediatría y evidencia del método Doman  Delacato (PDF) (ісп.). Sociedad española de Fisioterapia en Pediatría (SEFIP) - Іспанська асоціація фізіотерапії в педіатрії. Архів (PDF) оригіналу за 8 серпня 2012. Процитовано 6 липня 2012.

Публікації окремих авторів і авторських колективів
- Bridgman GD, Cushen W, Cooper DM, Williams RJ. The evaluation of sensorimotor-patterning and the persistence of belief. Br J Ment Subnormality. 1985; 31:67-79
- Chapanis NP. The patterning method of therapy: a critique. In: Black P, ed. Brain Dysfunction in Children: Etiology, Diagnosis, and Management. New York, NY: Raven Press; 1982:265-280
- Cohen HJ, Birch HG, Taft LT: Some considerations for evaluating the Doman- Delacato «Patterning» method. Pediatrics, 45:302-14, 1970.
- Cummins RA. Coma arousal and sensory stimulation: an evaluation of the Doman-Delacato approach. Aust Psychol. 1992;27:71-77 -Cummins RA. The Neurologically Impaired Child: Doman-Delacato Techniques Reappraised. New York, NY: Croom Helm; 1988.
- Erickson, Martha Farrell; Kurz-Riemer, Karen Marie (March 2002). «page 17», Infants Toddlers and Families . Guilford Press, 204.
- Freeman RD: Controversy Over «Patterning» as a Treatment for Brain Damage in Children. JAMA, 202:83-86, 1967
- Freeman RD. An investigation of the Doman-Delacato theory of neuropsychology as it applies to trainable mentally retarded children in public schools. J Pediatr. 1967; 71:914-915.
- Golden GS. Nonstandard therapies in the developmental disabilities. Am J Dis Child. 1980; 134:487-491
- Holm VA (1983). «A western version of the Doman-Delacato treatment of patterning for developmental disabilities». West J Med 139 (4): 553-6. PMID 6196919. A strong criticism of the practices of the IAHP and the related National Academy of Child Development (NACD).
- Landman GB. Alternative therapies. In: Levine MD, Carey WB, Crocker AC, eds. Developmental/Behavioral Pediatrics. Philadelphia, PA: WB Saunders Co; 1992:754-758.
- MacKay DN, Gollogly J, McDonald G. The Doman-Delacato methods, I: the principles of neurological organization. Br J Ment Subnormality. 1986; 32:3-19.
- Masland RL. Unproven methods of treatment. Pediatrics. 1966; 37:713-714.
- Molfese DL, Segalowitz SJ. Brain Lateralization in Children: Developmental Implications. New York, NY: Guilford Press; 1988.
- Money J. Reading disorders in children. In: Brenneman-Kelly Practice of Pediatrics, IV. Hagerstown, MD: Paul B. Hoeber Inc; 1967; chap 14A:1-14.
- Neman R, Roos P, McCann RM, Menolascino FJ, Heal LW. Experimental evaluation of sensorimotor patterning used with mentally retarded children. Am J Ment Defic. 1975; 79:372.
- Neman R, Roos P, McCann BM, Menolascino FJ, Heal LW: Experimental Evaluation of Sensorimotor Patterning used with Mentally Retarded Children. Am J Mental Deficiency, 79:372-84, 1975.
- Nickel RE. Controversial therapies in young children with developmental disabilities. Infants and Young Children. 1996; 8:29-40.
- Novella S (2008). «Psychomotor patterning: a critical look». Quackwatch
- Quill, Kathleen Ann (June 1995). «page 57». Teaching Children With Autism. Thomson Delmar Learning. pp. 336.
- Robbins MP, Glass GV. The Doman-Delacato rationale: a critical analysis. In: Hellmuth J, ed. Educational Therapy. Seattle, WA: Special Child Publications; 1968.
- Robbins MP. A study of the validity of Delacato’s theory of neurological organization. Except Child. 1966; 32:517-523.
- Robbins MP. Creeping, laterality and reading. Acad Ther Q. 1966;1:200-206.
- Robbins MP. Test of the Doman-Delacato rationale with retarded readers. JAMA. 1967; 202:389-393.
- Robards, Martin F (June 1994). Running a Team for Disabled Children and Their Families. Cambridge University Press, 150.
- Sharpe R. Better babies. Wall Street Journal. July 18, 1994; col 1, p 1, sec A.
- Stephen Black, Ph.D (1996-10-31). «Doman method». Neur-sci mailing list. «The Doman-Delacato („patterning“) treatment is quackery, extraordinarily expensive in both time and money.»
- Spigelblatt L, Laine-Ammara G, Pless IB, Guyver A. The use of alternative medicine by children. Pediatrics. 1994; 94:811-814.
- Sir Jonathan Wolfe Miller, foreword to Doran: How a Mother’s Love and a Child’s Spirit Made a Medical Miracle. New York: GP Putnam’s Sons, 1986.
- Silver LB. Controversial therapies. J Child Neurol. 1995;(suppl 1):S96-S100.
- Springer SP, Deutsch G. Left Brain, Right Brain. New York: WH Freeman; 1989.
- Sparrow S, Zigler E. Evaluation of a patterning treatment for retarded children. Pediatrics. 1978; 62:137-150.
- Scherzer, Alfred L (November 2000). Early Diagnosis and Interventional Therapy in Cerebral Palsy . Marcel Dekker, 376.
- Ziegler E, Victoria S: On «An Experimental Evaluation of Sensorimotor Patterning»: A Critique. Am J Mental Deficiency, 79:483-92, 1975.
- Zigler, Edward; Hodapp, Robert M (August 1986). Understanding Mental Retardation. Cambridge University Press, 306.
- Zigler E, Seitz V. On «an experimental evaluation of sensorimotor patterning»: a critique. Am J Ment Defic. 1975; 79:483-492.
- Zigler E. A plea to end the use of the patterning treatment for retarded children. Am J Orthopsychiatry. 1981; 51:388-390.
- Ziring PR, Brazdziunas D, Cooley WC, et al (November 1999). «American Academy of Pediatrics. Committee on Children with Disabilities. The treatment of neurologically impaired children using patterning». Pediatrics 104 (5 Pt 1): 1149-51.

## Зсилки
- Офіційний сайт [Архівовано 11 лютого 2021 у Wayback Machine.]